# Illas de San Pedro
Illas de San Pedro är öar i Spanien.   De ligger i provinsen Provincia da Coruña och regionen Galicien, i den nordvästra delen av landet, 500 km nordväst om huvudstaden Madrid. Arean är 0,20 kvadratkilometer.
Terrängen på Illas de San Pedro är mycket platt. Öns högsta punkt är 8 meter över havet. Den sträcker sig 0,8 kilometer i nord-sydlig riktning, och 0,7 kilometer i öst-västlig riktning.